# San Diego (California)
San Diego es una ciudad estadounidense ubicada en el Condado de San Diego, en la costa del océano Pacífico en el sur de California a 190 kilómetros al sur de Los Ángeles e inmediatamente adyacente a la frontera con México.
Con una población estimada de 1.4 millones de personas para el año 2021, San Diego es la octava ciudad más grande de los Estados Unidos y la segunda más grande de California. Es parte de la conurbación San Diego-Tijuana, la segunda más grande aglomeración urbana entre los Estados Unidos y un país fronterizo, después de Detroit-Windsor, con una población de 4 922 723 habitantes. San Diego ha sido llamada «el lugar de nacimiento de California». Es conocida por su clima estable y cálido a lo largo del año, puertos naturales de aguas profundas, largas playas, larga cooperación con la Marina de los Estados Unidos y un reciente crecimiento de la industria de salud y biotecnología.
Hogar histórico del pueblo Kumiai, San Diego fue el primer sitio visitado por los europeos en lo que hoy es la Costa Oeste de los Estados Unidos. A su paso por la Bahía de San Diego en 1542, Juan Rodríguez Cabrillo declaró el área como parte de la Monarquía hispánica (España), formando así las bases del asentamiento de la Alta California, 200 años después.
El Presidio Real de San Diego y la Misión de San Diego Alcalá, fundados en 1769, formaron los primeros asentamientos europeos en la actual California. En 1821, San Diego formaba parte del México independiente, que se formó como la Primera República Mexicana, dos años más tarde.
En 1850, California se convirtió en parte de los Estados Unidos, como resultado de la invasión intervención estadounidense a México, en la que perdió gran parte de su territorio, pasando éste a ser parte de Estados Unidos incluyendo California. La ciudad es la sede del Condado de San Diego y es el centro económico de la región, así como de la Zona Metropolitana de San Diego-Tijuana. Los principales motores económicos de la ciudad son las actividades relacionadas con el ejército, la defensa, turismo, comercio internacional y la manufactura. La presencia de la Universidad de California, San Diego (USCD), con el afiliado USCD Medical Center, han ayudado a hacer del área un motor de investigación biotecnológica.

## Historia
El área originalmente fue habitada por el pueblo indígena kumeyaay, que hoy en día mantiene una presencia en el condado. No fue hasta 1542 cuando se dio el descubrimiento español con la llegada de una expedición acaudillada por Juan Rodríguez Cabrillo, marino bajo la bandera española y el virrey don Juan Gutiérrez de la Concha. Originalmente, este le puso el nombre San Miguel. La bahía de San Diego y el área de la ciudad moderna recibieron su nombre de Sebastián Vizcaíno, el cual cartografiaba la Nueva California para España en 1602. Los exploradores acamparon cerca de una aldea indígena que se llamó «Nipaguay» y tuvieron una misa en honor a San Diego de Alcalá. Por ese entonces California formaba parte del Virreinato de la Nueva España.
En 1769, Gaspar de Portolá y su expedición fundaron un presidio, y el domingo 16 de julio los frailes franciscanos Fray Junípero Serra, Juan Vizcaíno y Fernando Parrón alzaron y bendijeron una cruz, estableciendo así la primera misión en la Alta California, la Misión de San Diego de Alcalá. Los colonos empezaron a llegar en el año 1774, pero los nativos de la zona se rebelaron al año siguiente. Mataron al misionero Lluís Jaume y a otras dos personas, y quemaron la misión. Fray Junípero Serra organizó la reconstrucción y dos años después se empezó a construir un edificio de adobe. Para 1797 la misión era la mayor de California, con más de 1400 indígenas encomendados. El asentamiento fue ganando en prosperidad salvo incidentes menores como el envenenamiento de Fray Pedro Panto en 1812 por parte de su cocinero indígena Nazario.
En 1821 el Jefe político superior de la Nueva España reconoció la independencia de México y el territorio pasó a control mexicano. El gobernador de California (que incluía el actual estado de California y la península de Baja California) trasladó su capital desde Monterrey a San Diego. En 1834 la misión fue secularizada y 432 personas hicieron una petición al gobernador José Figueroa para formar una ciudad, petición que fue aprobada por el comandante Santiago Argüello. El primer alcalde elegido fue Juan María Osuna, ganándole a Pío Pico en las 13 papeletas entregadas. Sin embargo, la población de la ciudad disminuyó hasta casi las 100 personas, y para el final de los años 1830 perdió su estatus de ciudad, hasta que la provincia de la Alta California se convirtió en estado estadounidense en 1848 tras ser arrebatada a México como consecuencia de la invasión estadounidense. El pueblo fue designado sede del nuevo Condado de San Diego, y volvió a incorporarse como ciudad, convirtiéndose en una muy importante ciudad en la Alta California bajo el dominio estadounidense; ya con anterioridad, lo había sido bajo bandera mexicana, como lo demuestran múltiples documentos legales de Baja California que estaban registrados en San Diego.
En 1885, San Diego fue finalmente conectado al resto de Estados Unidos por ferrocarril. La significativa presencia de la armada estadounidense empezó en 1907 con el establecimiento de una base naval para aprovisionar de carbón a los buques. Paulatinamente el número de bases empezó a multiplicarse debido a las necesidades de las fuerzas navales.
San Diego fue anfitriona de dos Ferias Mundiales, la Exposición Panamá-California en 1915 y la Exposición Internacional California-Pacífico en 1935.
Desde la Segunda Guerra Mundial, las fuerzas armadas han tenido la posición dominante en la economía local. No obstante, desde el final de la Guerra Fría, ha disminuido considerablemente la presencia militar. Desde entonces, San Diego ha llegado a ser un centro de la industria biotecnológica y es la sede central de la gigantesca corporación de telecomunicaciones Qualcomm.
Debido en gran parte a la fuerte presencia militar de la ciudad, los habitantes de San Diego tienen fama de ser más conservadores que los residentes de las otras ciudades costeras californianas. Esta reputación es más indicativa de las comunidades dentro del Condado de San Diego, dado que actualmente hay más demócratas registrados que republicanos (39 % contra 34 %) dentro de los límites de la ciudad. 
Empezando en el año 2003, se hizo público un escándalo fiscal en el sistema de pensiones que dejó un déficit de 1400 millones de dólares. A pesar de estos sucesos el alcalde Dick Murphy ganó su reelección. La controversia de su mandato no cesó debido al hecho de que su victoria había sido otorgada a costa de un tecnicismo en contra de la política local Donna Frye. A pesar de que Frye había logrado un mayor número de votos (en una elección de varios candidatos), algunos de estos votos fueron anulados porque no marcaron correctamente el área apropiada.
Con la presión política aumentando a su alrededor, Dick Murphy finalmente renunció a principios de 2005. Irónicamente, su reemplazo, el miembro del ayuntamiento Michael Zucchet, tuvo que dejar su cargo junto a otro servidor (Ralph Inzunza) cuando estos fueron hallados culpables de corrupción. Finalmente fue Toni Atkins quien fuera nombrada alcaldesa temporal hasta el fin de 2005.
Las elecciones para el reemplazo permanente del alcalde fueron después de que Donna Frye obtuviera el 43 % de los votos en la primera ronda. Aun así, Frye perdió la segunda vuelta de las elecciones en contra del exjefe de policía Jerry Sanders.

## Geografía

### Clima
El clima de San Diego es mediterráneo seco. El clima de San Diego es una transición entre el clima semiárido frío (BSk) muy cerca del límite con el clima semiárido cálido (BSh), de acuerdo con la clasificación climática de Köppen. Los inviernos son suaves y húmedos, y los veranos cálidos y secos. El mes más fresco es enero, con una temperatura media de 15 °C, mínimas que rondan los 7 °C y en raras ocasiones descienden de 0 °C, y máximas que rondan los 18 °C. Las lluvias son comunes por los frentes y las tormentas que ingresan desde el océano Pacífico, febrero igual de lluvioso que enero, las temperaturas se mantienen sin mucho cambio y los días nublados y con neblina son comunes; marzo es, en promedio, el mes más lluvioso, aunque las temperaturas se mantienen similares a los meses anteriores, sin grandes cambios. Abril es el final del invierno y el mes donde los vientos de Santa Ana se vuelven más comunes, pueden darse olas de calor de hasta 33 °C, sin embargo, por lo regular, los días son frescos y las noches aún frías. Los meses más calurosos son agosto y septiembre, con temperaturas promedios de 22 °C. Los vientos de Santa Ana traen aire caliente del continente y elevan la temperatura por encima de los 30 °C.
En la mañana del 26 de diciembre de 2012, una llovizna se convirtió en la primera nevada registrada en las zonas altas de la ciudad porque el frente frío número 17 bajó la temperatura a los 0 °C.
| Parámetros climáticos promedio de San Diego (Aeropuerto de San Diego)                                         | Parámetros climáticos promedio de San Diego (Aeropuerto de San Diego) | Parámetros climáticos promedio de San Diego (Aeropuerto de San Diego) | Parámetros climáticos promedio de San Diego (Aeropuerto de San Diego) | Parámetros climáticos promedio de San Diego (Aeropuerto de San Diego) | Parámetros climáticos promedio de San Diego (Aeropuerto de San Diego) | Parámetros climáticos promedio de San Diego (Aeropuerto de San Diego) | Parámetros climáticos promedio de San Diego (Aeropuerto de San Diego) | Parámetros climáticos promedio de San Diego (Aeropuerto de San Diego) | Parámetros climáticos promedio de San Diego (Aeropuerto de San Diego) | Parámetros climáticos promedio de San Diego (Aeropuerto de San Diego) | Parámetros climáticos promedio de San Diego (Aeropuerto de San Diego) | Parámetros climáticos promedio de San Diego (Aeropuerto de San Diego) | Parámetros climáticos promedio de San Diego (Aeropuerto de San Diego) |
| Mes | Ene.                                                                  | Feb.                                                                  | Mar.                                                                  | Abr.                                                                  | May.                                                                  | Jun.                                                                  | Jul.                                                                  | Ago.                                                                  | Sep.                                                                  | Oct.                                                                  | Nov.                                                                  | Dic.                                                                  | Anual                                                                 |
| --- | --------------------------------------------------------------------- | --------------------------------------------------------------------- | --------------------------------------------------------------------- | --------------------------------------------------------------------- | --------------------------------------------------------------------- | --------------------------------------------------------------------- | --------------------------------------------------------------------- | --------------------------------------------------------------------- | --------------------------------------------------------------------- | --------------------------------------------------------------------- | --------------------------------------------------------------------- | --------------------------------------------------------------------- | --------------------------------------------------------------------- |
| Temp. máx. abs. (°C)                                                                                          | 31                                                                    | 32                                                                    | 37                                                                    | 37                                                                    | 37                                                                    | 38                                                                    | 38                                                                    | 37                                                                    | 44                                                                    | 42                                                                    | 38                                                                    | 31                                                                    | 44                                                                    |
| Temp. máx. media (°C)                                                                                         | 18.8                                                                  | 19.1                                                                  | 19.1                                                                  | 20.4                                                                  | 20.7                                                                  | 22.3                                                                  | 24.3                                                                  | 25.3                                                                  | 25.0                                                                  | 23.3                                                                  | 21.1                                                                  | 19.1                                                                  | 21.53                                                                 |
| Temp. media (°C)                                                                                              | 13.9                                                                  | 14.4                                                                  | 15.2                                                                  | 16.5                                                                  | 17.8                                                                  | 19.1                                                                  | 21.1                                                                  | 22.0                                                                  | 21.4                                                                  | 19.3                                                                  | 16.3                                                                  | 13.6                                                                  | 17.6                                                                  |
| Temp. mín. media (°C)                                                                                         | 9.8                                                                   | 10.8                                                                  | 12.0                                                                  | 13.6                                                                  | 15.4                                                                  | 17.0                                                                  | 18.8                                                                  | 19.7                                                                  | 18.9                                                                  | 16.2                                                                  | 12.0                                                                  | 9.4                                                                   | 14.48                                                                 |
| Temp. mín. abs. (°C)                                                                                          | −4                                                                    | 1                                                                     | 2                                                                     | 4                                                                     | 7                                                                     | 10                                                                    | 12                                                                    | 12                                                                    | 10                                                                    | 6                                                                     | 2                                                                     | 0                                                                     | -4                                                                    |
| Precipitación total (mm)                                                                                      | 57.9                                                                  | 51.8                                                                  | 57.4                                                                  | 19.1                                                                  | 5.1                                                                   | 2.3                                                                   | 0.8                                                                   | 2.3                                                                   | 5.3                                                                   | 11.2                                                                  | 27.2                                                                  | 33.3                                                                  | 273.7                                                                 |
| Días de precipitaciones (≥ 0.254 mm)                                                                          | 7.2                                                                   | 6.6                                                                   | 7.2                                                                   | 4.1                                                                   | 2.0                                                                   | 1.1                                                                   | 0.6                                                                   | 0.6                                                                   | 1.5                                                                   | 2.8                                                                   | 4.0                                                                   | 5.2                                                                   | 42.9                                                                  |
| Horas de sol                                                                                                  | 238.7                                                                 | 228.8                                                                 | 260.4                                                                 | 276.0                                                                 | 251.1                                                                 | 243.0                                                                 | 303.8                                                                 | 294.5                                                                 | 252.0                                                                 | 244.9                                                                 | 231.0                                                                 | 232.5                                                                 | 3056.7                                                                |
| Fuente: NOAA (1971-2000), Observatorio de Hong Kong (1961-1990) y The Weather Channel 11 de noviembre de 2011 |                                                                       |                                                                       |                                                                       |                                                                       |                                                                       |                                                                       |                                                                       |                                                                       |                                                                       |                                                                       |                                                                       |                                                                       |                                                                       |

### Barrios

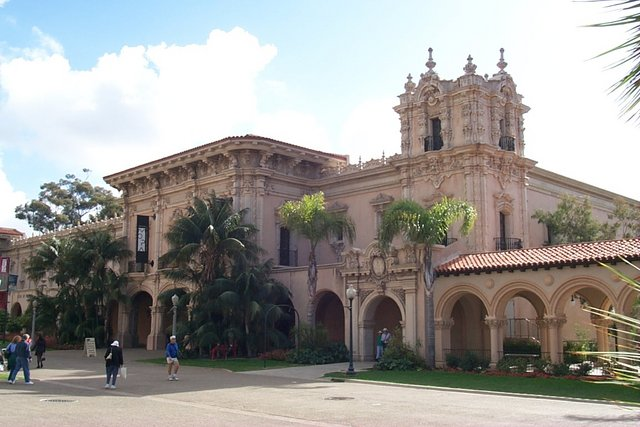
Parque Balboa.

La ciudad de San Diego cuenta con más de cien barrios ubicados dentro de sus límites.
Norte: Carmel Valley, Clairemont Mesa East, Clairemont Mesa West, Del Mar Mesa, La Jolla, La Jolla Village, Mission Beach, Mission Bay Park, North Clairemont, Pacific Beach, Pacific Highlands Ranch, Torrey Hills, Torrey Pines y University City.
Noreste: Black Mountain Ranch, Carmel Mountain Ranch, Miramar, Miramar Ranch North, Mira Mesa, Rancho Bernardo, Rancho Encantada, Rancho Peñasquitos, Sabre Springs, San Pasqual Valley, Scripps Ranch, Sorrento Valley y Torrey Highlands.
Este: Allied Gardens, Birdland, Del Cerro, Grantville, Kearny Mesa, Lake Murray, Mission Valley East, San Carlos, Serra Mesa y Tierrasanta.
Oeste: Burlingame, Hillcrest, Linda Vista, Midtown, Midway, Mission Hills, Mission Valley West, Morena, North Park, Ocean Beach, Old Town, Pacific Beach, Point Loma (incluyendo a Roseville-Fleetridge, Shelter Island, Sunset Cliffs, La Playa y University Heights).
Central: Balboa Park, Bankers Hill, Barrio Logan, City Heights, Downtown (Columbia, Core, Cortez Hill, East Village, Gaslamp Quarter, Horton, Little Italy, College West, Darnall, El Cerrito, Gateway, Kensington, Normal Heights, North Park, South Park, Oak Park, Talmadge, Alvarado Estates).
Sureste: Encanto, Golden Hill, Paradise Hills y Skyline.
Suroeste: (separado por las ciudades de National City y Chula Vista): Néstor, Otay Mesa, San Ysidro, valle del Río Tijuana.

### Ciudades y playas costeras cercanas
De norte a sur:
- Oceanside, Carlsbad, Encinitas, Solana Beach, Del Mar, Soledad, Torrey Pines State Beach, La Jolla, Mission Bay, Point Loma, Ocean Beach, Cabrillo, Coronado.

El siguiente diagrama muestra a las localidades adyacentes en un radio de 16 km a la redonda de San Diego.

## Demografía

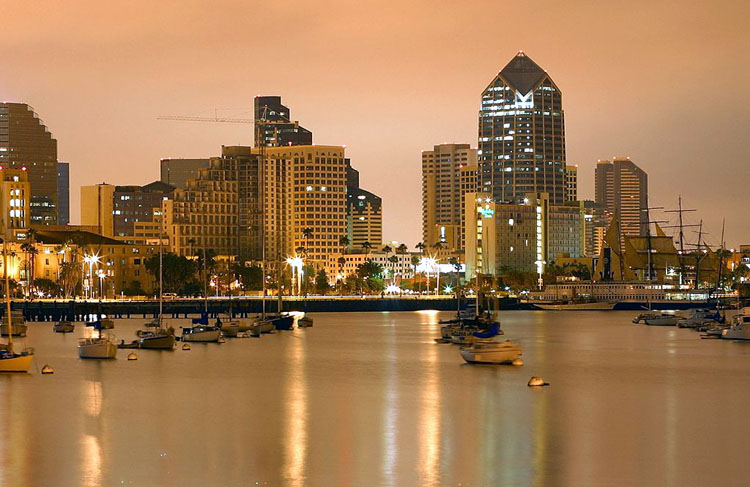
San Diego, 2001.

Según la Oficina del Censo de los Estados Unidos en el censo de 2010 la ciudad de San Diego tenía una población de 1 307 402 habitantes, de los cuales:
- 58.9 % son blancos y el 45.1 % son blancos de origen no hispano o latino.
- 15.9 % son asiáticos.
- 6.7 % son negros o afroamericanos.
- 0.6 % son amerindios o nativos de Alaska.
- 0.5 % son isleños del Pacífico o nativos de Hawái.
- 12.3 % son de otra etnia.
- 5.1 % son de dos o más etnias.

La población hispana o latina de cualquier etnia representa el 28.8 %. Del total de la población, el 24.9 % son mexicanos, 0.6 % puertorriqueños, y 0.2 % guatemaltecos. La población de origen centroamericano es la de más rápido crecimiento, debido a la alta tasa de fecundidad de las mujeres centroamericanas residentes en los Estados Unidos, y también debido a la inmigración legal e ilegal proveniente de América Latina y el Caribe.

### Censo de 2000
Según el censo de 2000, hay 1 223 400 personas (450 691 unidades de convivencia y 271 315 familias) viviendo en la ciudad. La densidad de población es 1456.4 hab./km². Hay 46 689 unidades de alojamiento con una densidad promedio de 559.1 viviendas/km².
Hay 450 691 unidades de convivencia de las cuales el 30.2 % tiene hijos de menos de dieciocho años que viven con ellos, el 44.6 % son parejas casadas que viven juntas, el 11.4 % tiene un cabeza de familia femenino sin marido, y el 39.8 % no son familias. El 28.0 % de todas las unidades de convivencia consta de individuos solos (de los que 7.4 % tienen más de sesenta y cinco años de edad). El tamaño promedio de la unidad de convivencia es 2.61 personas y el tamaño de la familia promedia es 3.30.
El 24 % de la población de la ciudad tiene menos de dieciocho años, el 12.4 % entre dieciocho y veinticuatro, el 34 % de veinticinco a cuaretenta y cuatro, el 19.1 % de cuarenta y cinco a sesenta y cuatro y el 10.5 % sesenta y cinco años o más. La edad media es de treinta y dos años. Por cada 100 mujeres hay 101.7 hombres. Por cada 100 mujeres con más de dieciocho años hay 100.4 hombres.
El ingreso medio para una unidad de convivencia en San Diego es 43 733 USD y el ingreso medio por familia es 67 060 USD. Los hombres tienen un ingreso medio de 36 984 USD por 31 076 USD de las mujeres. El ingreso per cápita para la ciudad es 67 609 USD. El 14.6 % de la población y el 10.6 % de las familias está por debajo de la línea de la pobreza. De la población total, el 20 % de los menores de 18 años y el 7.6 % de los mayores de 65 están debajo de la línea de la pobreza.

## Atracciones turísticas

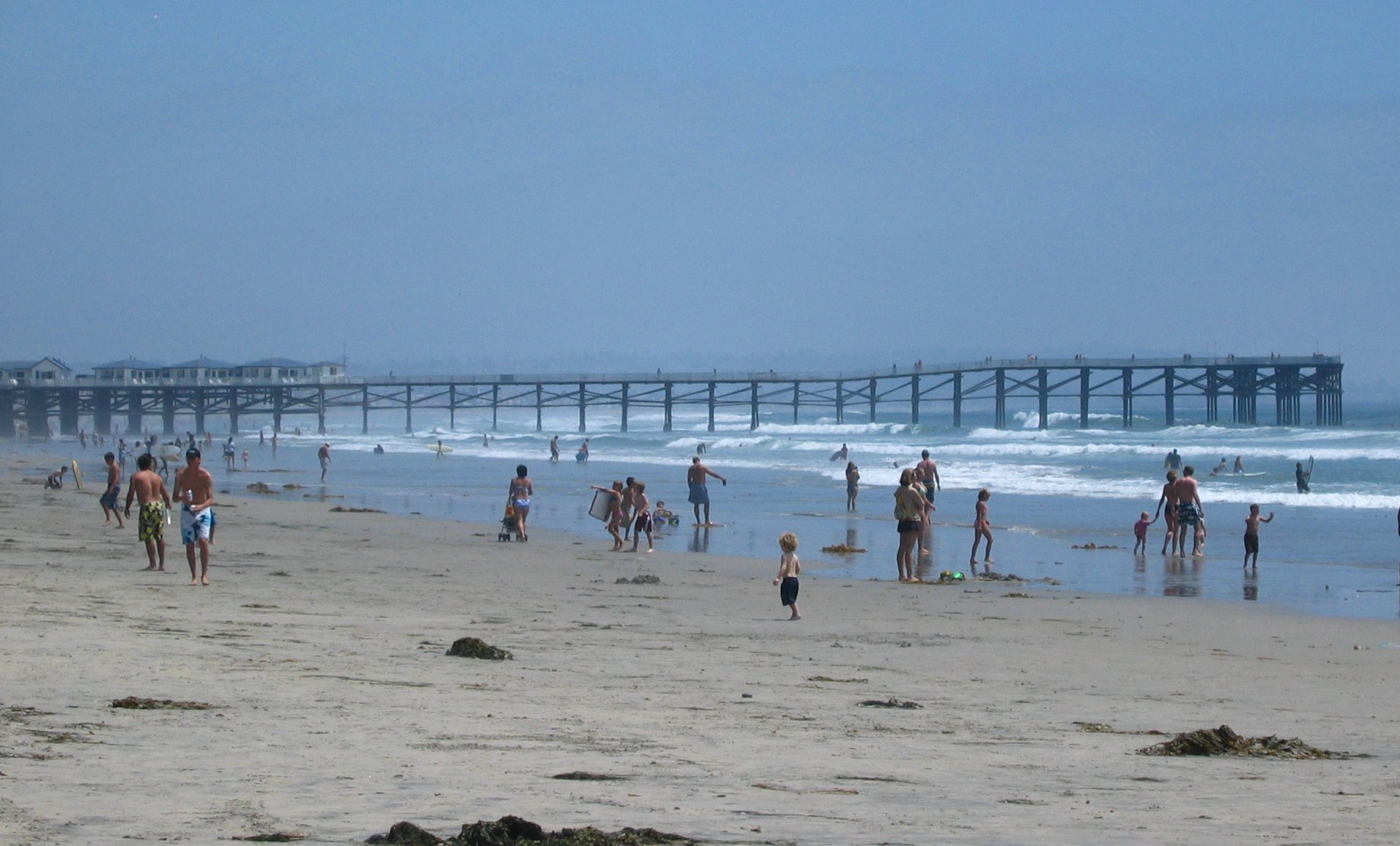
Crystal Pier.

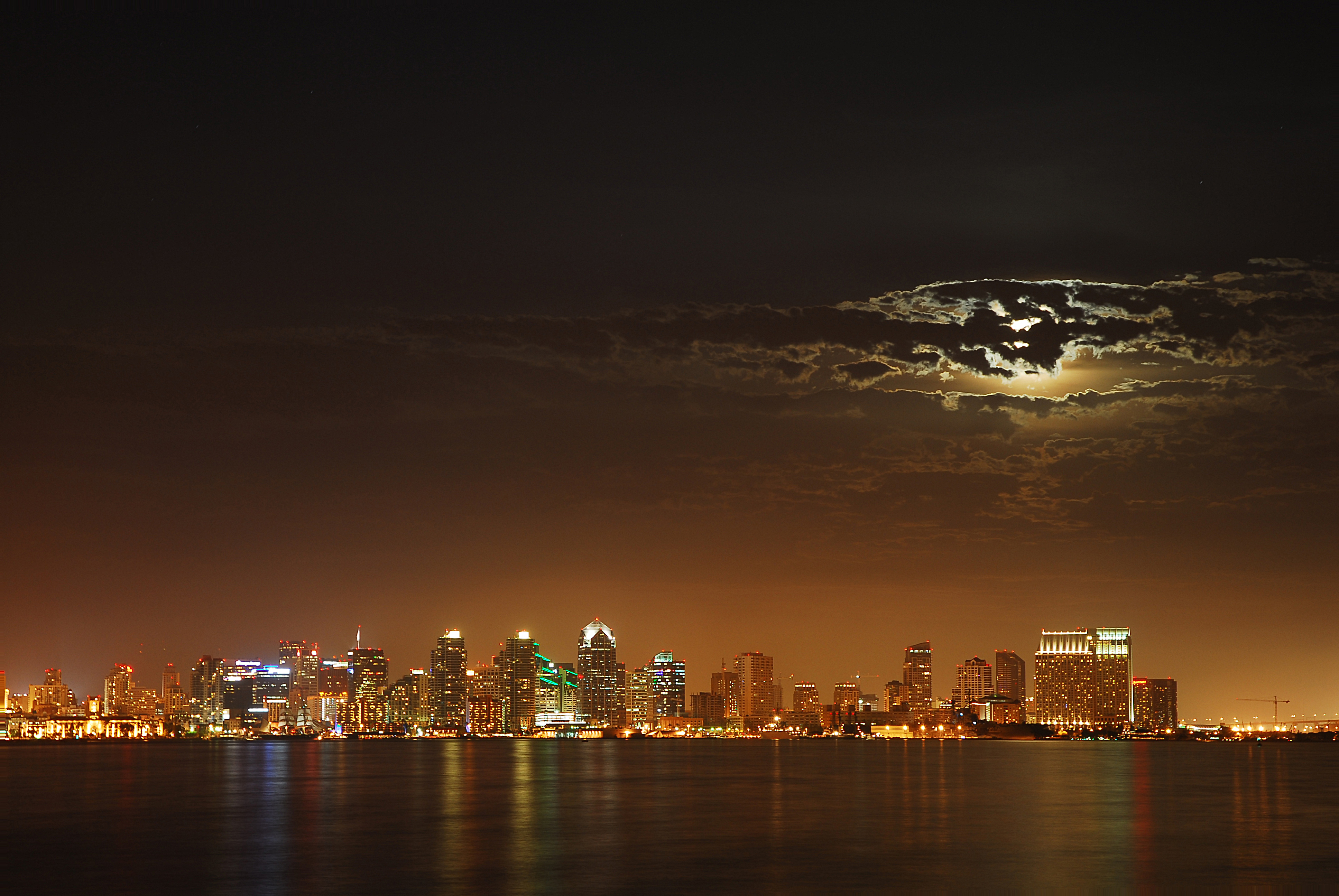
Centro de la ciudad de San Diego por la noche.

San Diego es un destino turístico de gran importancia, atrayendo a muchos turistas extranjeros y locales. El clima, las playas y las atracciones disponibles hacen de San Diego un destino turístico atractivo. Desde 1970, acoge también la Convención Internacional de Cómics de San Diego, uno de los eventos de historieta más importantes del país.

### Principales atracciones (consideradas históricas por la nación)
- Balboa Park, el «Parque Central» de la ciudad que cuenta con decenas de museos, el famoso Zoológico de San Diego y hermosas áreas verdes. La mayoría de las estructuras fueron construidas originalmente para la Exposición de 1915.
- Berkeley, un ferry.
- Catedral Saint Joseph of San Diego, es una Iglesia Católica y Catedral de la ciudad dedicada a San José patrono de la Ciudad y a San Diego patrono del condado y de las misiones ahí establecidas ubicada en 1535 3rd Ave, San Diego, CA 92101, Estados Unidos.
- Gaslamp Quarter, una zona victoriana restaurada del centro de la ciudad. La mayoría de los edificios se han convertido en restaurantes, bares, tiendas de calidad u otros establecimientos. Básicamente es la zona de entretenimiento de la ciudad.
- La Casa de Estudillo.
- Little Italy, la pequeña Italia.
- Mission Bay Park, el parque de la bahía que cuenta con playas y otras atracciones relacionadas.
- Mission Beach Roller Coaster at Belmont Park, feria y montaña rusa histórica localizada en la orilla de Mission Bay.
- Mission San Diego de Alcalá, una misión colonial.
- Mount Soledad in La Jolla, monumento de guerra.
- Old Mission Dam in Mission Trails Regional Park.
- Old Town, la ciudad antigua española.Old Town, San Diego.

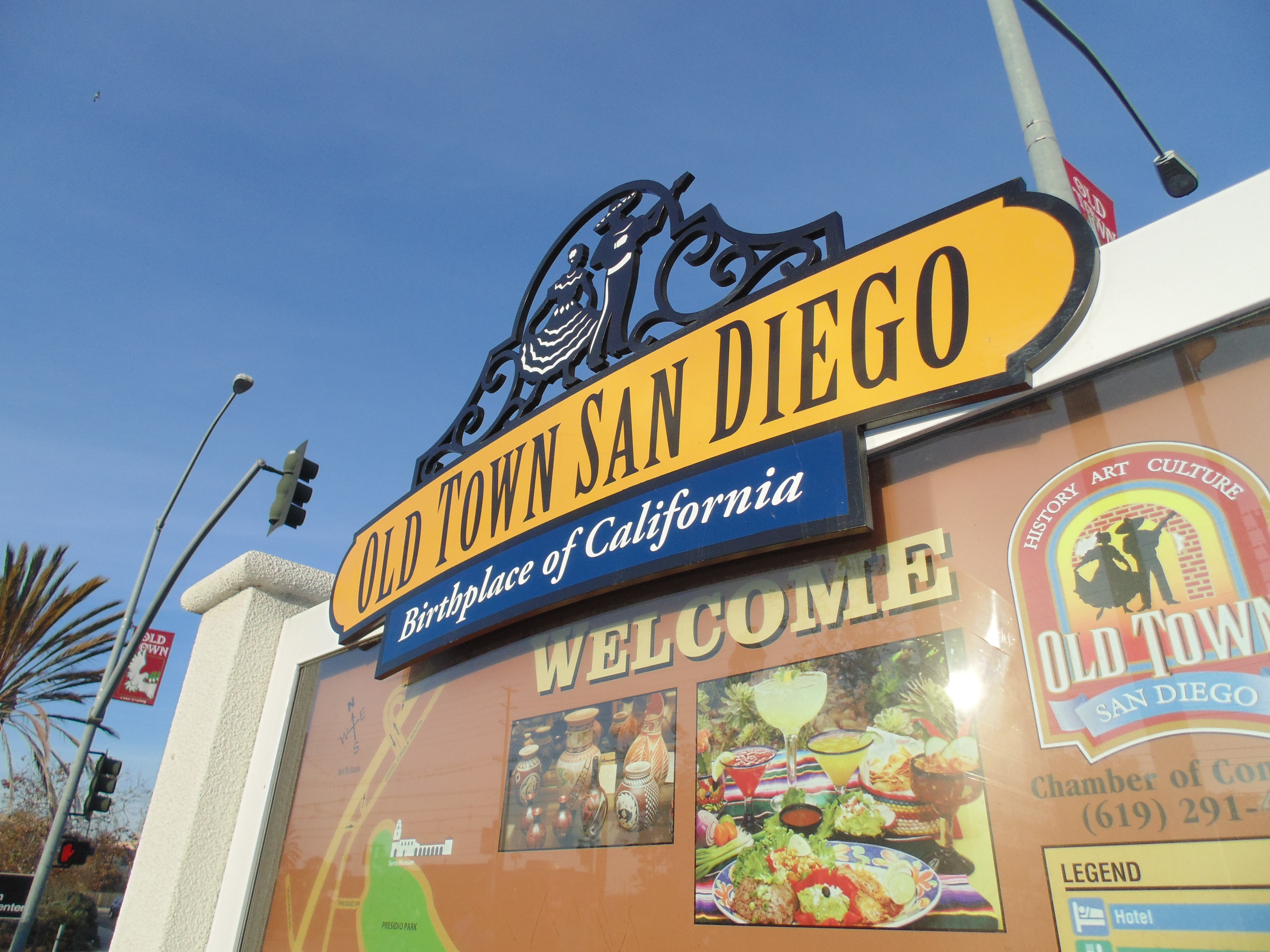
Old Town, San Diego.

- Petco Park, estadio de los San Diego Padres (equipo profesional de béisbol) que se encuentra en Gaslamp Quarter.
- Point Loma, otra sección de playas.
- Qualcomm Stadium, el estadio de los San Diego Chargers (fútbol americano).
- San Diego Comic Con Convention Center.
- San Diego Aerospace Museum, museo aeroespacial en Balboa Park. USS Midway Museum, San Diego.
- San Diego Presidio

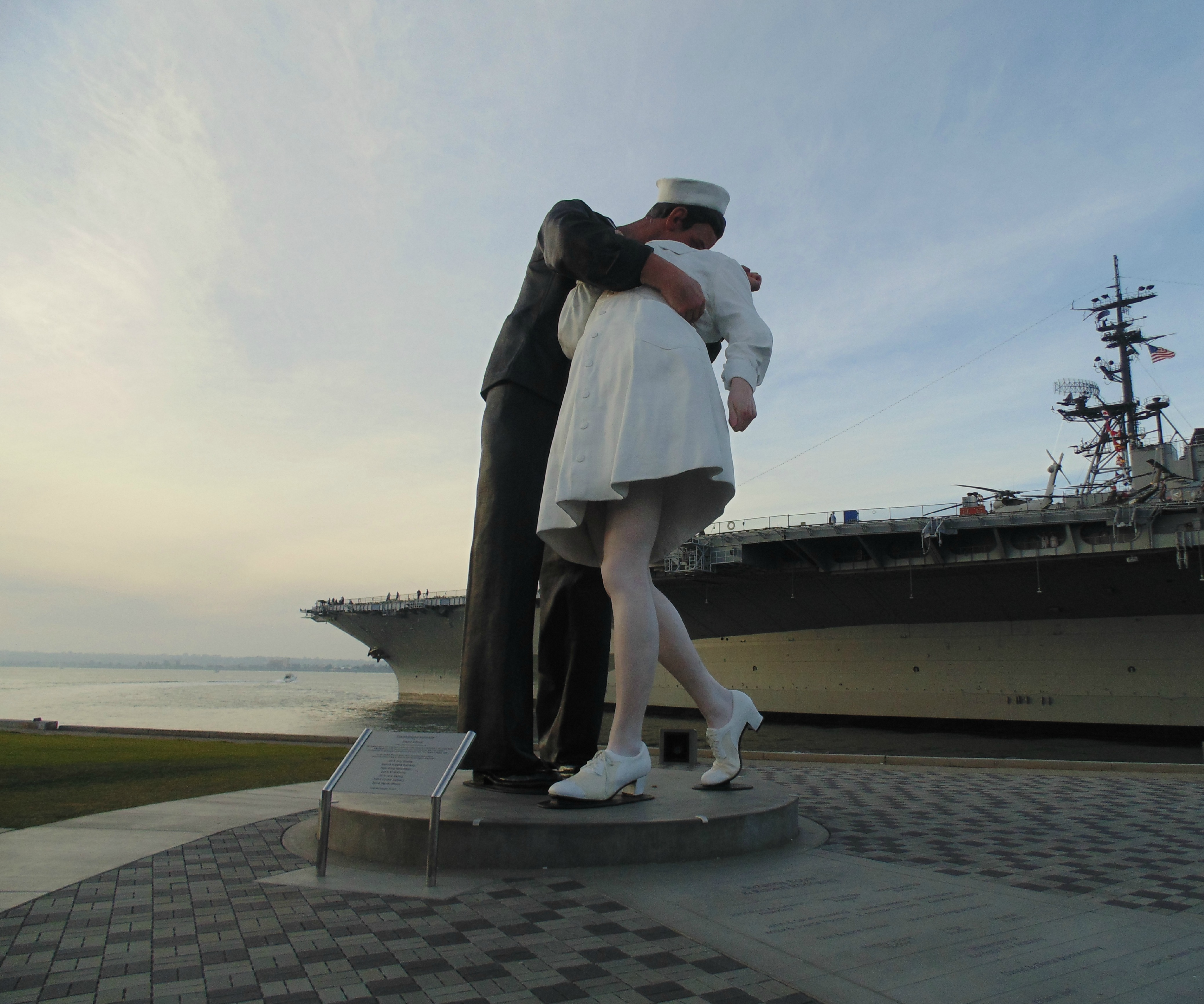
USS Midway Museum, San Diego.

- San Diego Wild Animal Park, parque de gran extensión.
- San Diego Zoo, el famoso Zoológico de San Diego.
- Seaport Village, zona turística junto al mar que cuenta con restaurantes y tiendas.
- SeaWorld, parque de atracciones mecánicas, acuarios y espectáculos con animales.
- Star of India, navío histórico.
- Torrey Pines Golf Course, campo de golf.
- Torrey Pines State Reserve, reserva natural.
- USS Midway (CV-41), portaaviones-museo.
- La Casa de Drake & Josh, casa ficticia de un show de TV.

## Educación
El Distrito Escolar Unificado de San Diego gestiona escuelas públicas.
La Biblioteca Pública de San Diego gestiona bibliotecas públicas.

### Universidades notables
- Universidad Estatal de San Diego
- Universidad de California en San Diego
- Universidad de San Diego
- San Diego City College
- San Diego Mesa College
- San Diego Miramar College
- Grossmont College
- Southwestern College

## Transporte

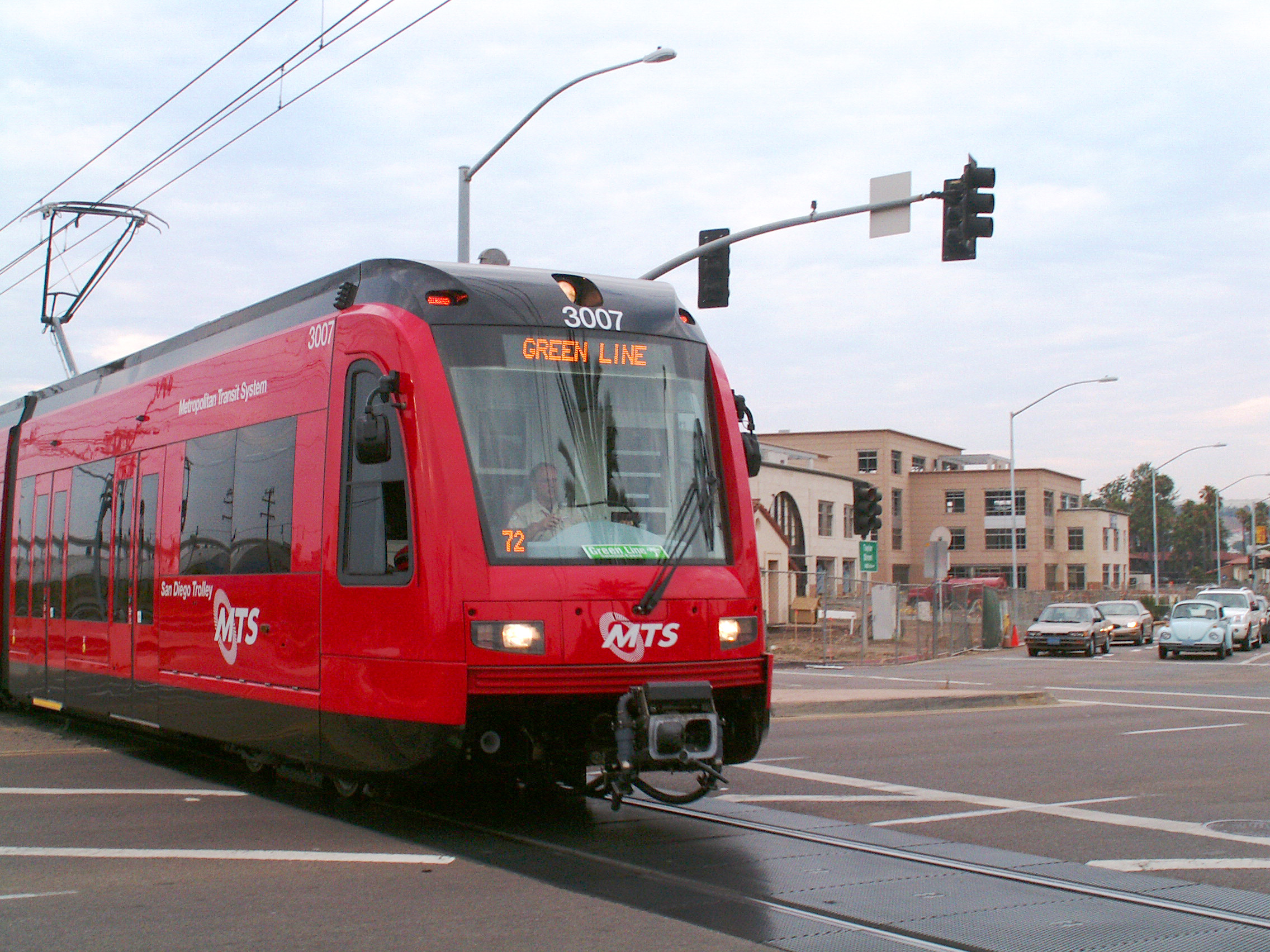
Nuevo sistema de tren ligero de la línea Verde.

San Diego cuenta con sistemas de autobuses, tren ligero, tren de cercanías y Amtrak. Además, esta ciudad cuenta con algunos de los sistemas de transporte más desarrollados en los Estados Unidos. A pesar de ello, la gran mayoría de la población se transporta en automóvil propio.

### Autopistas
San Diego cuenta con un conjunto de autopistas de alto nivel y gran extensión, que comunican la ciudad con el resto del país. Casi todas las autopistas importantes de la nación cruzan San Diego. Naturalmente, éstas son de extrema importancia para la economía y el transporte local.

#### Principales autopistas
| - Interestatal 5 - Interestatal 8 - Interestatal 15 - Interestatal 805 - Ruta Estatal 15 - Ruta Estatal 52 | - Ruta Estatal 54 - Ruta Estatal 56 - Ruta Estatal 67 - Ruta Estatal 75 - Ruta Estatal 76 - Ruta Estatal 78 | - Ruta Estatal 79 - Ruta Estatal 94 - Ruta Estatal 125 - Ruta Histórica Estatal 163 - Ruta Estatal 188 - Ruta Estatal 282 - Ruta Estatal 905 |

### Aeropuerto
La ciudad de San Diego cuenta con su propio aeropuerto, se llama el Aeropuerto Internacional de San Diego que cuentan con vuelos nacionales e internacionales.

## Instalaciones militares
- Naval Air Station North Island (Estación Aérea Naval North Island).
- (Base Anfibia Naval Coronado) Las bases de NAS North Island y NAB Coronado están consolidadas en una llamada Naval Base Coronado.
- Naval Station San Diego (Estación Naval de San Diego. La base tiene el apodo de Estación Naval de la calle 32, por su ubicación entre la calle 32 y Harbor en San Diego).
- Naval Base Point Loma (Base Naval Point Loma - submarinos).
- Marine Corps Recruit Depot (Centro de Reclutamiento de la Infantería de la Marina estadounidense).
- Marine Corps Air Station Miramar (Estación Aérea de la IdME, Miramar).
- Marine Corps Base Camp Pendleton (Base de la IdME Camp Pendleton).
- SPAWAR - Space and Naval Warfare Systems Command (Mando de Sistemas de Guerra Espacial y Naval).
- Reserva Militar Fort Rosecrans.

## Deporte

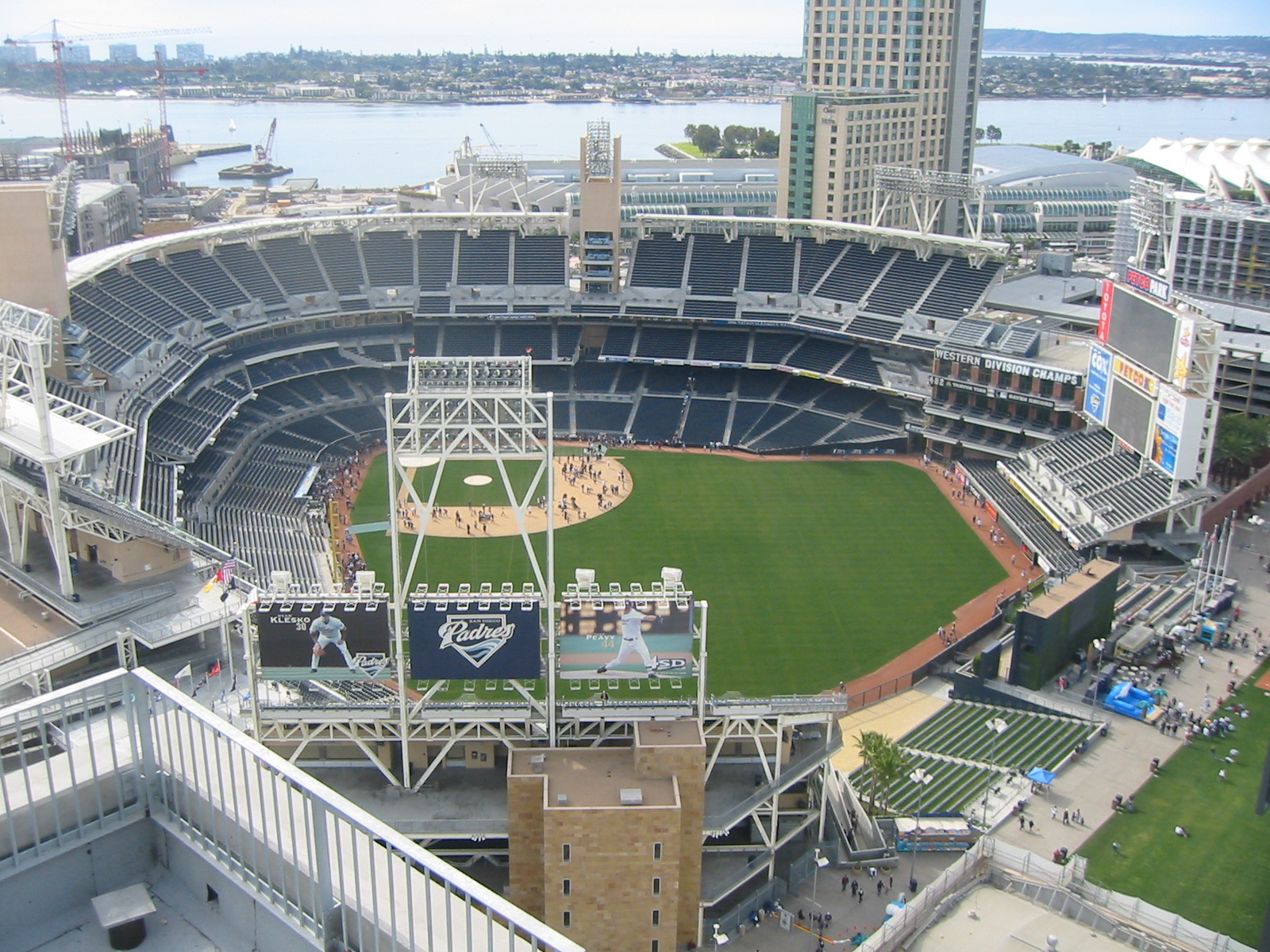
Petco Park de los Padres de San Diego.

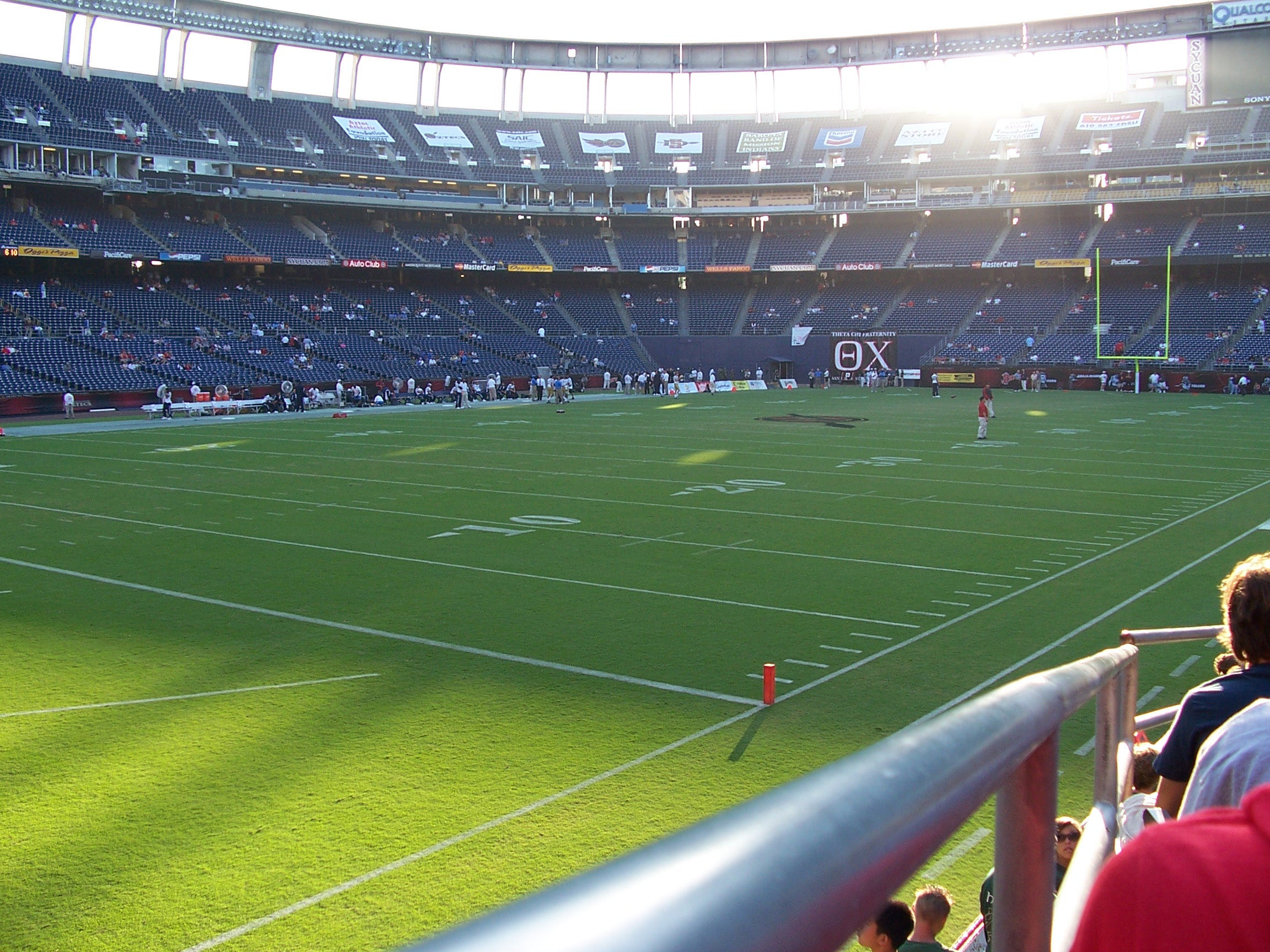
Estadio Qualcomm, estadio de los San Diego Chargers hasta el 2015 antes de convertirse en Los Angeles Chargers.

La ciudad cuenta en la MLB, con los San Diego Padres, que fueron fundados en el año 1969, que juegan sus partidos de local en el Petco Park. Desde 1978 se juega en San Diego el Holiday Bowl de fútbol americano universitario. Además, desde 2017 cuenta con los San Diego Legion que compiten en la Major League Rugby.

## Ciudades hermanadas
San Diego está hermanada con quince ciudades de todo el mundo.
|                                       | País          |  | Ciudad            |                                   | Condado / distrito / región / estado |
| ------------------------------------- | ------------- |  | ----------------- | --------------------------------- | ------------------------------------ |
| Bandera de Afganistán                 | Afganistán    |  | Jalalabad         |                                   | Nangarhar                            |
| Bandera de Australia                  | Australia     |  | Perth             |                                   | Australia Occidental                 |
| Bandera de Brasil                     | Brasil        |  | Campinas          |                                   | São Paulo                            |
| Bandera de la República Popular China | China         |  | Yantai            |                                   | Shandong                             |
| Bandera de Corea del Sur              | Corea del Sur |  | Jeonju            |                                   | Jeollabuk-do                         |
| Bandera de España                     | España        |  | Alcalá de Henares | Bandera de la Comunidad de Madrid | Comunidad de Madrid                  |
| Bandera de Italia                     | Italia        |  | Regio de Calabria |                                   | Calabria                             |
| Bandera de Ghana                      | Ghana         |  | Tema              |                                   | Gran Accra                           |
| Bandera de Japón                      | Japón         |  | Yokohama          |                                   | Kanagawa                             |
| Bandera de México                     | México        |  | Juárez            |                                   | Chihuahua                            |
| Bandera de México                     | México        |  | Ensenada          |                                   | Baja California                      |
| Bandera de México                     | México        |  | Tijuana           |                                   | Baja California                      |
| Bandera de México                     | México        |  | Guadalajara       |                                   | Jalisco                              |
| Bandera de México                     | México        |  | León              |                                   | Guanajuato                           |
| Bandera de Filipinas                  | Filipinas     |  | Cavite            |                                   | Cavite                               |
| Bandera de Polonia                    | Polonia       |  | Varsovia          |                                   | Masovia                              |
| Bandera de Rusia                      | Rusia         |  | Vladivostok       |                                   | Krai de Primorie                     |
| Bandera de China                      | Taiwán        |  | Taichung          |                                   | Condado de Taichung                  |
|                                       | Reino Unido   |  | Edimburgo         | Bandera de Escocia                | Escocia                              |
| Bandera de Venezuela                  | Venezuela     |  | San Diego         |                                   | Carabobo                             |
| Bandera de Vietnam                    | Vietnam       |  | Đà Nẵng           |                                   | Costa Central del Sur                |

## Personajes famosos
- RuPaul, drag queen, cantante y actor
- Roberto Tapia, cantante de Música Regional Mexicana
- Tom DeLonge, guitarrista y vocalista de Blink-182
- Mark Hoppus, bajista y vocalista de Blink-182
- Heather O'Rourke, actriz
- Holly Marie Combs, actriz
- Gail Devers, atleta
- Robert Duvall, actor
- Shaun Palmer, snowboarder y multiatleta
- Jerry Trainor, actor
- Brianna García y Nicole García, luchadoras de la WWE
- Cameron Diaz, actriz
- James Maslow, cantante, bailarín y actor, integrante de la banda Big Time Rush
- Rey Mysterio, luchador de la WWE
- Tony Hawk, skater
- Phil Mickelson, golfista
- Adrián Gonzáles, beisbolista
- Dave Mustaine, líder del grupo de thrash metal Megadeth
- David Miller, tenor lírico
- Sarah Roemer, actriz
- Vic Fuentes, cantante de Pierce the Veil
- Mike Fuentes, batería de Pierce the Veil
- Jaime Preciado, bajo de Pierce the Veil
- Bitsie Tulloch, actriz
- Camren Bicondova, actriz y bailarina
- Kris Jenner, madre de la familia Kardashian
- Mayim Bialik, actriz
- Tony Romo, exjugador de la NFL
- Seraphim Rose, hieromonje ortodoxo, escritor y traductor
- Dominik Mysterio, luchador de la WWE